# Avaz Twist Tower
Avaz Twist Tower je mrakodrap v Sarajevu, hlavním městě Bosny a Hercegoviny. Mrakodrap je 142 metrů (s anténou 172 metrů) vysoký a má 40 podlaží (jedno podzemní, jedno přízemní a 38 pater). Jmenuje se podle novinářské společnosti Avaz, která v něm sídlí. Postaven byl v letech 2006 až 2008.
Stojí v bezprostřední blízkosti sarajevského hlavního nádraží, ve čtvrti známé pod názvem Marin Dvor, kde jsou i dvojčata UNITIC, budova parlamentu a vlády Federace Bosny a Hercegoviny a další kancelářské objekty. V nedávné době okolí prošlo rozsáhlou rekonstrukcí.
Ve výšce 100 m má vyhlídkovou restauraci, v posledních třech patrech (133–142 m) kavárnu. Druhá část názvu Twist tower vychází z tvaru budovy; betonový skelet obložený sklem byl navržen architektem Farukem Kapidžićem tak, že jednotlivé stěny vytvářejí dojem spirálovitého stáčení.
Po dokončení se stal nejvyšší budovou ve městě, v zemi i v celé bývalé Jugoslávii.